# Cinémonde
Cinémonde est une revue hebdomadaire française de cinéma, parue de 1928 à 1971.

## La revueCinémonde
Le premier numéro, accompagnant l'arrivée du cinéma parlant, sort en octobre 1928, sous la direction de Gaston Thierry, journaliste venu du magazine Tout-Paris-Ciné. Le journaliste Jean-Michel Pagès en est directeur de la publication. Suzanne Chantal en est rédactrice en chef ; Maurice Bessy lui succède en 1934. Cinémonde, illustré de nombreuses photos, couvre largement l'actualité du cinéma, et compte alors, parmi ses collaborateurs, notamment Charles Ford, Marcel Carné, Blaise Cendrars, Pierre Mac Orlan, Joseph Kessel.
Après une interruption de 1940 à 1946, Cinémonde, revendu à Jean-Placide Mauclaire cofondateur du Studio 28, reparait en 1946 avec Maurice Bessy comme directeur, qui reste en fonctions jusqu'en 1966. Ayant absorbé les titres concurrents Cinévie-Cinévogue et Pour tous, la revue est désormais consacrée essentiellement à l'actualité des vedettes de l'écran puis, à partir de la fin des années 1950, aux vedettes de la chanson également. C'est dans cet esprit que sont créées en 1946 les Victoires du cinéma, destinées à récompenser chaque année les vedettes les plus populaires de l'écran lors de la Nuit du cinéma.
Cinémonde paraît jusqu'en 1968, s'arrête, puis connait une brève reparution en 1970-1971 sous le titre Le Nouveau Cinémonde avant de disparaître définitivement.

### Articles  connexes
- Ciné-Mondial